# 무협 (영화)
《무협》(원제:武俠, 공식 영문명 : WU XIA)는 천커신이 감독한 2014년에 제작된 홍콩의 액션 영화이다.
대한민국에서는 봄비에서 수입하여 2014년 11월 17일에 극장 개봉하였다.

## 줄거리
청나라 말기, 평화로운 중국의 작은 시골 '리우지아주앙(劉家莊)'에 두명의 흉악범이 들이닥친다. 전당포에서 은자를 털려던 이들은 우연히 그 자리에 있던 종이장이 '리우진시(전쯔단)'와 다투다 어이없이 죽는다. 리우진시는 마을을 구했기에 모두에게 영웅으로 칭찬을 받지만 단 한 사람만은 그를 의심한다. 포쾌 '쉬바이지우(가네시로 다케시)'는 스스로 자신의 동정심을 잠재운채 수사를 하는 우수한 수사관이다. 그런 그가 끊임없이 의심하고 밝혀낸 리우진시의 진짜 정체는 사라진 72지살의 부두목 '탕룽'. 자신의 직무를 그리고 법을 지켜야한다는 우직함으로 없는 돈까지 만들어가며 탕룽을 수배하도록 한다. 하지만 결국 탕룽의 존재를 알아차린 72지살은 탕룽을 되찾기 위해 사람들을 보낸다. 결국 자신의 과거를 잊고 '무'를 버린채 살고자 했던 '리우진시'는 결국 싸움을 시작하게 된다.

## 출연진
- 리우진시(탕룽) - 전쯔단(견자단), 리우지아주앙의 평범한 듯 보이는 종이장인. 그러나 과거의 그는 72지파의 부두목으로 과거를 뒤로한 채 숨어있었으나, 법 앞에 물러섬이 없는 수사관 쉬바이지우에 의해 그의 삶을 잃을 위기에 처한다.
- 쉬바이지우 - 가네시로 다케시, "좋은사람, 나쁜 사람 같은 건 없다. 오직 법만이 거짓말을 하지 않는다." 과거 동정심으로 범인을 놓치며 죽을 고비를 넘기고 난 이후 가족의 사소한 부정도 넘어가지 않는 외골수의 냉철한 수사관.
- 아위 - 탕웨이, "그날, 강변에서 나 말고 다른 여자를 만났더라도 이 곳에 남았을 건가요?" 과거 자신을 떠난 전 남편 때문에 진시가 자신을 떠날까 두려워한다. 그의 과거라는 무서운 진실 앞에서도 아위는 가족을 지키는 것이 더 먼저인 어머니, 그리고 여자이다.
- 탕룽의 양아버지(72지살의 두목) - 왕우
- 탕룽의 양어머니 - 후이잉훙

## 스탭
- 감독 : 천커신
- 제작 : 천커신
- 각본: 린아이훠(임애화)
- 무술연출: 전쯔단(견자단)
- 예술감독: 시중원(해중문)
- 촬영: 포헌명, 여요휘
- 시각효과: 영곽인, 앤디 강
- 편집: 허굉우
- 음향효과: 노파와트 리키퉝, 트레이셉 웡패이분
- 의상: 우리루
- 제작사: Yunnan Film Group / We Pictures

## 해외 수출

### 대한민국
- 개봉 : 2011년 11월 17일
- 관람 등급 : 15세 이상 관람가
- 러닝타임 : 115분
- 수입 : 봄비
- 제공 : 봄비
- 배급 : NEW(㈜넥스트엔터테인먼트월드)
- 홍보/마케팅 : 앤드 크레딧
- 온라인 마케팅 : ㈜지니스커뮤니케이션
- 홈페이지 : https://web.archive.org/web/20111215022617/http://www.muhyup2011.co.kr/
- 페이스북 : https://www.facebook.com/muhyup2011
- 트위터 : https://twitter.com/muhyup2011